# Leonardo Borgese
Leonardo Borgese, noto anche con lo pseudonimo di Polignoto (Napoli, 20 dicembre 1904 – Milano, 17 giugno 1986), è stato un pittore, illustratore, critico d'arte, scrittore e partigiano italiano.

## Biografia
Figlio degli scrittori e poeti Giuseppe Antonio Borgese e Maria Freschi, dopo una prima infanzia nella natia Napoli, nel 1910 si trasferì a Roma, dove il padre era stato nominato docente di Letteratura tedesca all'Università "La Sapienza".
Nella capitale divenne amico di Giorgio Amendola, compagno di giochi nel parco pubblico di Villa Borghese.
Nel 1918 si trasferì a Milano; il padre era divenuto docente dapprima di Letteratura tedesca e successivamente di Estetica presso l'Università degli Studi.
Nel capoluogo lombardo frequentò per un periodo l'Accademia di Brera e seguì degli studi artistici a Parigi, ma si laureò in Lettere, con indirizzo archeologia, all'Università degli Studi. Borgese si dedicò però all'arte, esponendo in vari luoghi d'Italia e guadagnandosi alcuni premi; divenne anche illustratore di libri.
Leonardo Borgese svolse l'attività di critico d'arte per varie testate, tra cui L'Europeo, in cui era solito usare lo pseudonimo di Polignoto; pubblicò inoltre alcune monografie di artisti.

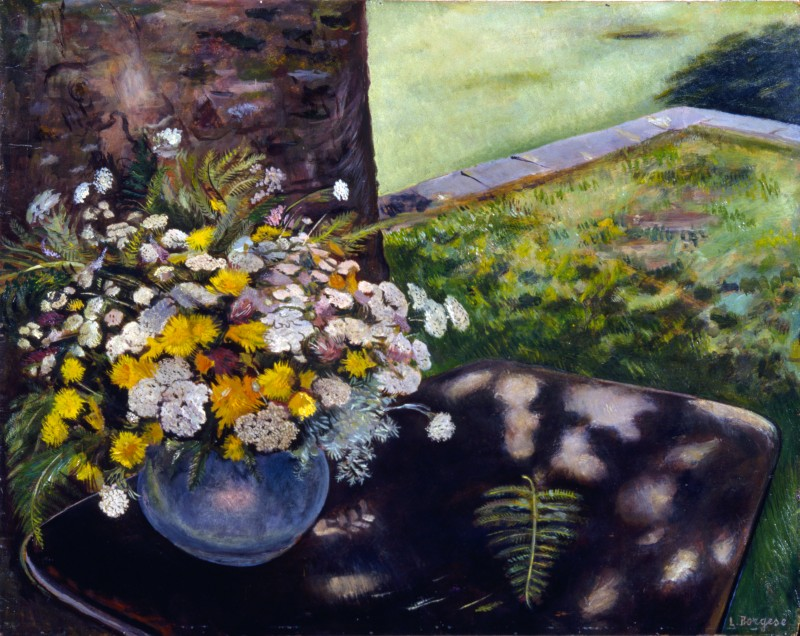
Vaso di fiori con sfondo campestre, 1957
Collezioni d'arte della Fondazione Cariplo

Nel 1935 coniò il termine «Chiarismo», riferendosi ad alcuni giovani pittori lombardi (Angelo Del Bon, Francesco De Rocchi, Cristoforo De Amicis, Umberto Lilloni, Adriano Spilimbergo, Renato Vernizzi, Oreste Marini e altri) che nei primi anni trenta, a contatto con il critico Edoardo Persico, lavoravano a una pittura dai colori chiari e dal segno leggero e intriso di luce.
Nel 1942 esordì nella narrativa, con la raccolta di novelle Il cigno.
Avversato per il suo antifascismo, partecipò alla lotta partigiana.
Negli anni 1949-1950 realizzò, insieme a un autoritratto, l'opera Indossatrici, per l'importante collezione Verzocchi di Forlì, oggi alla Pinacoteca Civica di quella città. 
Dal 1945 al 1967, per oltre vent'anni, fu critico d'arte al Corriere della Sera, segnalandosi per impegno civile a salvaguardia dei centri storici e del paesaggio, avversando le speculazioni edilizie.
È stato sepolto al Cimitero Monumentale di Milano, ove i suoi resti sono stati deposti in una celletta dell'Ossario centrale.

## Vita privata
Sposò nel 1932 Maria Sofia Cederna, occasionalmente traduttrice, una delle figlie di Giulio Cederna, nonché sorella maggiore di Camilla Cederna.
La loro figlia Giovanna, fotografa, è moglie di Corrado Stajano.

## Alcune opere
- La casa rurale, Maccari, Parma 1969
- Il cigno, Garzanti, Milano 1942
- Primo amore, Garzanti, Milano 1952 (vince il Premio Bagutta 1953)
- L'Italia rovinata dagli italiani, Rizzoli, Milano 2005, ISBN 88-17-00907-5 (raccolta degli articoli usciti sul Corriere)
- Leonardo Borgese, Finalmente tutto finì, Archinto, Milano 2016, ISBN 978-88-7768-700-5[15] (postumo)